# 布拉德利 (密西西比州)
布拉德利（英語：Bradley）是位於美國密西西比州奧克蒂比哈縣的非建制地區。

## 歷史
布拉德利的郵局於1876年設立，其後於1947年停運。

## 地理
布拉德利所處的海拔為高於海平面99米（即325英呎），而該地所採用的時區為UTC-6，即北美中部時區（CST）。同時該地設有夏令時間，為UTC-6調快一小時，即UTC-5（CDT）。